# F.L. Smidth & Co. familiefilm - 1933
|  | Denne artikel er oprettet af botten Steenthbot ud fra en ekstern database. Den kan derfor have sproglige fejl eller mangler. Denne skabelon kan fjernes efter kontrol af indholdet. |

F.L. Smidth & Co. familiefilm - 1933 er en dansk dokumentarisk optagelse fra 1933.

## Handling
Privat familiefilm af erhvervsfamilierne omkring F.L. Smidth & Co., grundlagt af ingeniørerne Frederik Læssøe Smidth (1850-1899), Alexander Foss (1858-1925) og Poul Larsen (1859-1935). Familierne kom også sammen privat. Her er de bl.a. i sommerhuset i Skeldal nær Salten Langsø i Midtjylland og ved "Høvildgård", Alexanders Foss' tidligere gods ved Silkeborg.

Følgende indholdsbeskrivelse stammer fra filmens originale dåse:

"På Skeldal trappe. Carsten Pedersen? Christian Kampmann med harmonika. På tennisbanen også med Ahlmann-Olsen og Gunnar Kærgård. Søster og Bodil til hest ved Skeldal. Katha i kravlegård. Fosser ved gyngerne med Myginds. På Høvilds trappe med Frederiks børn."